# 友近のこんなの初めて
『DHC Protein Dietプレゼンツ 友近のこんなの初めて』（ディーエイチシー プロテイン ダイエットプレゼンツ ともちかのこんなのはじめて）とは、TBSラジオで2010年5月17日から7月26日までの毎週月曜日18:00 - 18:30に放送されたラジオ番組である。パーソナリティは友近。DHCの一社提供番組。

## 概説
毎回1人のゲストを招いてトークを展開する。また、番組名に因んでゲストに“こんなの初めて体験”をしてもらう。最後はゲストにとって美とは何かと尋ねる。
オープニングで友近がゲストを紹介する際「私はよく存じ上げないのですが…」との前置きから始まるパターンが定番であった。エンディングでは番組へのお便りの募集をしていた。

## コーナー
こんなの初めてドラマ 上京OL物語ゆうこ爛漫
愛媛県から上京してきた友近演ずるOLのゆうこが主役のラジオドラマ。

## 放送内容
| 放送日        | ゲスト                 | こんなの初めて体験         | 上京OL物語ゆうこ爛漫 タイトル              |
| ------------- | ---------------------- | -------------------------- | ------------------------------------------ |
| 2010年5月17日 | 渡辺直美               | 独楽回し                   |                                            |
| 2010年5月24日 | ケンドーコバヤシ       | マラカス                   | ゆうこの尚早                               |
| 2010年5月31日 | 岡田圭右(ますだおかだ) | ミルク茶漬け               | 瞬間ダイエット重ねて                       |
| 2010年6月7日  | 井森美幸               | イリオモテヤマネコの鳴き声 | 最高にハイってやつだ                       |
| 2010年6月14日 | 河本準一(次長課長)     | 桑田佳祐の声マネで時報     | ダイエットの神様この人でしょうか           |
| 2010年6月21日 | 大島美幸(森三中)       | タンバリン土俵で紙相撲     | 崖の上の風の谷の魔女の千と千尋のダイエット |
| 2010年6月28日 | 堤下敦(インパルス)     | 眼鏡ケースで腹話術         | ダイエット大地に立つ                       |
| 2010年7月5日  | 田中裕二(爆笑問題)     |                            | ダイエッショナル おデブの龍                |